# Driver's High
《Driver's High》是日本搖滾樂團L'Arc~en~Ciel的第17張單曲。1999年8月11日由Ki/oon Records發行。

## 解說
標題曲「Driver's High」是在專輯《ark》發行（1999年7月1日）一個月之後推出的單曲，這是自1995年單曲《夏之憂鬱 [time to say good-bye]》以來第一次。儘管距離專輯發行僅一個月後就發行，但它首次出現在Oricon排行榜上卻獲得了最高排名第2位。
另外，如果是在初版發行的那一天購得單曲的話，可以獲得附贈的明信片。並將當天（1999年8月11日，單曲《Driver's High》發行的日子）購得MV系列《CHRONICLE》初版所附的貼紙一起寄出時即可參加抽獎，A獎是即攜帶式DVD播放機，B獎是（L'Arc~en~Ciel）成員“開車中最想聽的歌曲”的CD《Driver's High Selection》。至於《Driver's High Selection》的曲目總共10首，而且收錄都是各種流派的西方音樂（有關詳情請參閱以下項目）。
初回特典是一個稱為「sweets box package」的包裝，至於CD裝在以甜點紙盒為外觀、並附有拉鍊的紙盒裡面。

## 收錄歌曲
1. Driver's High
  - 作詞：hyde，作曲：tetsu，編曲：L'Arc~en~Ciel & Hajime Okano（日语：岡野ハジメ）

富士電視台電視動畫《麻辣教師GTO》前期片頭主題曲[注 1]。
1999年底在朝日電視台音樂節目《MUSIC STATION SUPER LIVE》有進行演唱，但是很少在電視上播放。其演奏可以說是現場表演中的經典之作，因此經常在節目尾聲或安可的時候等等提高演出效果。此外，這首歌曲在Oricon等發行之後的調查中，在「您在開車上最想聽的歌曲的排名」中的排名很高[4][5]。
關於歌曲MV的故事內容，描寫L'Arc~en~Ciel的所有成員扮演銀行強盗搶劫，被警車追著跑，最後影片停在L'Arc~en~Ciel坐的汽車從懸崖上跳下的那一刻結束。至於拍攝的過程，已經得到拉斯維加斯市當地警局的幫助及許可。
2. cradle ～down to the earth mix～
  - 作詞：hyde，作曲、混音：yukihiro

第6張專輯《ark（日语：ark (アルバム)）》收錄歌曲「Cradle」之經由yukihiro混音的版本。
此混音的另一種版本「down to the moon mix」也收錄在混音專輯《ectomorphed works（日语：ectomorphed works）》中。

## Driver's High Selection
《Driver's High Selection》是（L'Arc~en~Ciel）成員“可以在開車時找想聽的歌曲”的CD，它是作為抽獎禮品發行，並未用於通常發行。雖然是有許多種流派的西方音樂，但它們都是經過Sony Music Entertainment所屬的歌手和音樂家選出的。而L'Arc~en~Ciel未參與選擇的原因有登載在手冊中。
| 曲序 | 曲目                                                  | 歌手                     |
| ---- | ----------------------------------------------------- | ------------------------ |
| 1.   | HALF AS MUCH（selected by tetsu）                     | Maribeth                 |
| 2.   | 99 LUFTBALLONS（selected by hyde）                    | Nena                     |
| 3.   | DO YOU LOVE ME LIKE YOU SAY ?（selected by yukihiro） | Terence Trent D'Arby     |
| 4.   | EVERYDAY PEOPLE（selected by yukihiro）               | Sly and the Family Stone |
| 5.   | NIGHT COMES DOWN（selected by ken）                   | Judas Priest             |
| 6.   | FREEWHEEL BURNING（selected by ken）                  | Judas Priest             |
| 7.   | TALKING IN YOUR SLEEP（selected by tetsu）            | The Romantics            |
| 8.   | TIME AFTER TIME（selected by tetsu）                  | Cyndi Lauper             |
| 9.   | WHO CAN IT BE NOW ?（selected by hyde）               | Men at Work              |
| 10.  | AFRICA（selected by hyde）                            | Toto                     |

## 參加成員
- hyde：Vocal, Chorus
- ken（日语：ken）：Guitar
- tetsu：Bass, Chorus
- yukihiro：Drums

- Driver's High
  - 吉澤瑛師：Organ, Keyboard & Programming（日语：Music sequencer）
  - 岡野一（日语：岡野ハジメ）：Keyboard & Programming
  - 齋藤仁：Keyboard & Programming

## 翻唱
- TOTALFAT（日语：TOTALFAT）（2012年，致敬專輯《L'Arc~en~Ciel Tribute（日语：L'Arc〜en〜Ciel Tribute）》收錄）
- 緒方惠美（2017年，翻唱專輯《。25th》收錄）
- Mary's Blood（日语：Mary's Blood）（2020年，翻唱專輯《Re>Animator》收錄）
- ERROR（2021年，《ERROR自肥企画》第五集插曲[6]）

## 收錄專輯
原創專輯
- 《ark（日语：ark (アルバム)）》（#1）

精選專輯
- 《Clicked Singles Best 13（日语：Clicked Singles Best 13）》（#1）
- 《The Best of L'Arc~en~Ciel 1998-2000（日语：The Best of L'Arc〜en〜Ciel）》（#1）
- 《TWENITY 1997-1999（日语：TWENITY）》（#1）
- 《WORLD'S BEST SELECTION（日语：WORLD'S BEST SELECTION）》（#1）

混音專輯
- 《ectomorphed works（日语：ectomorphed works）》（#2，另外一種混音版本）

## 腳註